# Kentauros
Kentauros (także Centaur, Centaurus; gr. Κένταυρος Kéntauros, łac. Centaurus) – w mitologii greckiej przodek centaurów.
Uchodził za syna Iksjona i widziadła bogini Hery (nazywanego Nefele) lub Stilbe i boga Apollina. W pobliżu góry Pelion w Tesalii spłodził z klaczami magnezyjskimi centaurów.